# Режим TOGA
Режим Take-Off/Go-Around (англ. TO/GA, «взлёт/уход на второй круг») — одна из функций автопилота и автомата тяги на самолёте, позволяющая контролировать тягу во время взлёта или ухода на второй круг.
Режимы — взлётный и уход на второй круг — задействуются одними и теми же органами управления в зависимости от фазы полёта. Если автопилот установлен в режим захода на посадку, нажатие кнопок задействует режим ухода на второй круг. Если автопилот установлен на взлёт, нажатие переключателя TO/GA задействует взлётный режим. На самолётах Boeing режим TO/GA включается кнопками на рычагах управления двигателями (РУД); при этом сервоприводы РУДов самостоятельно переведут их в соответствующее положение. На самолётах Airbus для включения этого режима необходимо перевести РУД в крайнее переднее положение с отметкой TO/GA.

## Взлётный режим
После выхода на исполнительный старт, пилоты переводят автомат тяги в режим Take-Off. Автомат самостоятельно выбирает режим работы двигателей с учётом заранее заданных пилотами параметров — длины полосы, высоты над уровнем моря и взлётной массы самолёта. Автомат тяги постепенно увеличивает тягу до необходимой, чтобы избежать помпажа. В современных самолётах взлётный режим имеет множество настроек. В частности, он может снижать тягу на определённой высоте, чтобы выполнить требования по шумности над населёнными пунктами. На самолётах MD-80 также установлена система ATR (Automatic Thrust Restoration, «Автоматическое восстановление тяги»), не дающая пилотам снижать тягу двигателей над городами до опасных значений.

## Режим ухода на второй круг
Режим GA (уход на второй круг) используется при заходе на посадку. В этом случае нажатие кнопок TO/GA или перевод РУДов в положение TO/GA переключает автопилот или автомат в режим ухода на второй круг — двигатели выходят на максимально возможную тягу, режим захода на посадку выключается. На самолётах Boeing в этом случае выключается система слежения за глиссадой и автопилот. На самолётах Airbus автопилот остаётся включённым и выполняет манёвр ухода на второй круг автоматически, поддерживая нужную высоту и скорость.